# 카를로 긴츠부르그
카를로 긴츠부르그(이탈리아어: Carlo Ginzburg, 이탈리아어 발음: [ˈkarlo ˈɡintsburɡ], 1939년 4월 15일~)는 이탈리아의 역사가로, 미시사(microhistory)를 창안했다. 아날학파의 대가이기도 하다. 이탈리아 몬테레알레발첼리나의 이단자인 메노키오(Menocchio)를 탐구한 《치즈와 구더기》(Il formaggio e i vermi, 1976)로 잘 알려져 있다. 

## 생애
이탈리아의 출판인 레오네 긴츠부르그와 작가 나탈리아 긴츠부르그의 아들이다.

## 저서
- 《치즈와 구더기》(Il formaggio e I vermi)
- 《실과 흔적》(Il filo e le tracce)
- 《마녀와 베난단티의 밤의 전투》(I benandanti)

## 같이 보기
- 레오네 긴츠부르그